# 田淵義久
田淵 義久（たぶち よしひさ、1932年10月19日 - 2023年11月8日）は、日本の実業家。野村證券（現在の野村ホールディングス）代表取締役社長やSBI子ども希望財団理事長などを務めた。
岡山県出身。
同姓で出身都道府県も同一である前任の田淵節也（大タブチ<おおタブチ、だいタブチ>。血縁関係はない）との区別のため、「小タブチ」（こタブチ、しょうタブチ）との愛称がある。

## 経歴
1956年に早稲田大学政治経済学部経済学科を卒業し、同年に野村證券に入社。中期国債ファンドの開発などに携わった。
梅田支店長、福岡支店長を経て、1977年12月に取締役に就任し、常務、専務を経て、1983年12月に副社長に就任し、1985年12月には社長に昇格した。経済団体連合会副会長も務めたが、1991年6月に大口投資家への損失補てんと暴力団関係者との取引といった不祥事の責任を取る形で辞任。
1995年に取締役として復帰。
2023年11月8日に死去。91歳没。証券界から去った後は、虐待を受けた児童らを支援する「SBI子ども希望財団」の理事長を務めていた。